# ジョゼフ・アグベコ
ジョゼフ・アグベコ（Joseph Agbeko、男性、1980年3月22日 - ）は、ガーナのプロボクサー。元IBF世界バンタム級王者。その筋肉質な肉体から「King Kong（キングコング）」の異名を持っている。

## 来歴
1998年12月16日、ガーナでプロデビュー。
1999年7月30日、ガーナバンタム級王座を獲得した。
2000年5月5日には全アフリカバンタム級王座を獲得。
2000年11月14日には、南アフリカ出身で15戦無敗のヨハネス・マイサを判定で下し初防衛に成功した。
2001年9月8日にはWBFバンタム級王座も獲得した。その後WBF王座は1度防衛している。
2004年5月18日、EBAバンタム級王者ウラジミール・シドレンコ（ウクライナ）と対戦するが、12回0-2判定負け。キャリア初黒星となった。
2004年10月29日、再起戦でコモンウェルスイギリス連邦バンタム級王座決定戦に出場し、12回判定勝ちで王座獲得に成功した。
2007年9月29日、ドン・キングと契約を交わしてIBF世界バンタム級王者ルイス・アルベルト・ペレス（ニカラグア）に挑戦し、7回TKO勝ちでメジャータイトル初挑戦で王座を獲得した。
2008年12月11日、ニカラグア人のウィリアム・ゴンザレスと対戦し、2-0の判定勝ちで初防衛を成功させた。
2009年7月11日、アメリカ合衆国フロリダ州サンライズのバンクアトランティック・センターで、WBA・WBC・IBF世界スーパーフライ級スーパー王者ビック・ダルチニアン（オーストラリア）と対戦。3-0の判定勝ちを収めて2度目の防衛に成功、ダルチニアンの3階級制覇を阻んだ。
2009年10月31日、IBF世界バンタム級タイトルマッチでヨニー・ペレス（コロンビア）と対戦し、0-3の判定負けで3度目の防衛に失敗し王座から陥落した。
2010年12月11日、ビック・ダルチニアン、アブネル・マレス、ヨニー・ペレスと共にSuper Six World Boxing Classicのバンタム級版としてShowtimeが主催するトーナメントであるバンタム級スーパー4に出場し、準決勝でIBF世界バンタム級王者ヨニー・ペレスと対戦し、3-0の判定勝ちで1年ぶりの再戦を制し王座返り咲きに成功、決勝進出を果たした。
2011年8月13日、バンタム級スーパー4の決勝のカードがWBC世界バンタム級シルバー王者アブネル・マレス（メキシコ）統一王座決定戦になるも、序盤から大接戦になり、0-2（2者が111-115、113-113）の判定負けを喫し、初防衛に失敗しIBF王座から陥落、WBCシルバー王座獲得に失敗、バンタム級スーパー4も準優勝で終えた。
2011年12月3日、カリフォルニア州アナハイムホンダセンターにてIBFからの指令に基づきアブネル・マレスと再戦。0-3（3者とも110-118）と3者が8点差をつける判定負けで完敗し、IBF王座とWBCシルバー王座獲得に再び失敗した。
2013年3月22日、約1年3ヶ月振りに母国ガーナのアクラで復帰戦が行われ、IBO世界バンタム級王座決定戦をルイス・メレンデス（コロンビア）と行い、12回ポイント判定勝ちでマレス戦の2連敗から脱出し、王座獲得に成功した。
2013年12月7日、ニュージャージー州アトランティックシティでIBO王座を保持したままWBA・WBO世界スーパーバンタム級スーパー王者ギレルモ・リゴンドウ（キューバ）と対戦、12回0-3の判定で敗れ2階級制覇に失敗した。
2015年5月30日、ロイ・ジョーンズ・ジュニアとプロモート契約を交わして1年6ヶ月ぶりの試合。テキサス州で復帰戦を行い4回TKO勝利を収めた。

## 獲得タイトル
- ガーナバンタム級王座
- 全アフリカバンタム級王座
- コモンウェルスイギリス連邦バンタム級王座
- WBFバンタム級王座
- 第10代IBF世界バンタム級王座
- 第12代IBF世界バンタム級王座
- IBO世界バンタム級王座